# تشیکوو
تشیکوو (به چکی: Čikov) یک منطقهٔ مسکونی در جمهوری چک است که در منطقه تربیچ واقع شده‌است. تشیکوو ۹٫۶۷ کیلومتر مربع مساحت و ۲۲۰ نفر جمعیت دارد و ۴۷۱ متر بالاتر از سطح دریا واقع شده‌است.